# Светослав Грозев
Светослав Георгиев Грозев е български архитект.

## Биография
Дипломирал се във Висшето техническо училище в Берлин, арх. Слави Грозев започва работа в техническата служба на община Пловдив.
Отваря в 1928 година свое самостоятелно архитектурно бюро скоро завоювало престиж с елегантно рафинирана стилистика Баухаус, с която Грозев е неоспорван лидер не само в Пловдив.

## Творчество
- Промишлено училище заедно с архитект Димитър Попов (1933)
- Търговско-индустриална камара на бул. „Шести септември“ сега Съдебна палата заедно с архитект Димитър Попов (1938)
- Стайновата къща над Джумаята
- Цанковата къща южно от тунела

и много други, за жалост преправени и „подобрени“ са със статут Паметник на културата.